# Abbaye San Tommaso dei Borgognoni
L'abbaye San Tommaso dei Borgognoni est une abbaye cistercienne située sur l'île de Torcello, dans la partie septentrionale de la lagune de Venise. Fondée en 1206 par l'abbaye française de Rosières, elle essaime rapidement dans l'Empire latin de Constantinople, mais ces filiales sont aussi éphémères que ce dernier. L'abbaye, tombée en commende et en décadence au moment de la Renaissance, périclite lentement jusqu'à sa dissolution définitive en 1797.

## Localisation et toponymie
L'abbaye est située sur la petite île de Torcello, située à une dizaine de kilomètres au nord-est de Venise. Le toponyme « Borgognoni » est donné à l'abbaye car elle est cistercienne, et donc initialement peuplée de moines bourguignons.

## Histoire

### Dans l'Antiquité
L'existence d'un temple antique dédié peut-être à Belenos est avérée, mais aucun vestige n'en demeure, les cisterciens ayant bâti leur monastère à l'emplacement même de ce premier édifice. Le temple avait une forme polygonale et était de dimensions réduites, mesurant en longueur environ 58 pieds et demi et en largeur 38 pieds et demi.

### Fondation
Au tournant du XIIIe siècle, Marco Trevisan invite les moines de Rosières, en Bourgogne, à venir s'occuper de l'église paroissiale San Tommaso.

### Développement
Le développement de l'abbaye est très rapide et en partie lié au développement économique et politique de la Cité-État de Venise. Dès 1212 ou 1219, le doge Pietro Ziani valide une donation faite en Crète à l'abbaye de Borgognoni : c'est le début de la communauté de Sanctus Gergeri. D'autres essaimages dans l'Empire latin de Constantinople viennent renforcer la puissance du monastère San Tommaso.
Peu après la fondation, l'abbaye est confrontée à une demande d'affiliation d'un monastère féminin, l'abbaye San Matteo située sur l'île voisine de Costanziaco. Cette communauté, d'obédience bénédictine, souhaite s'affilier à l'ordre de Cîteaux en 1229. L'abbé cistercien de San Tommaso refuse, car il ne souhaite pas que cohabitent dans une si grande proximité un monastère féminin et un monastère masculin du même ordre. Toutefois, les religieuses ayant fait appel à Grégoire IX, celui-ci oblige les moines à accepter la demande des religieuses. Par la suite, la communauté déménage de Costanziaco sur l'île de Mazzorbo.
Presque simultanément, les religieuses de San Giacomo in Paludo font une demande similaire à San Tommaso, refusée de même, et qui nécessite l'intervention d'Innocent IV, qui place en 1244 l'abbaye féminine sous sa protection. Rattachée à l'ordre cistercien, la communauté de San Giacomo s'établit sur l'île de Torcello même, dans un nouveau monastère nommé Santa Margherita. La cohabitation est difficile et l'abbé cistercien doit être plusieurs fois rappelé à l'ordre. En 1521 toutefois, les deux communauté féminines fusionnent, les sœurs de Santa Margherita rejoignant sur Mazzorbo les religieuses de San Matteo,,.
D'après un document retrouvé dans les années 1960, il semblerait que les moines avaient connaissance, à une date inconnue, de l'existence du gaz des marais, et qu'ils avaient mis au point des techniques pour le récolter et l'exploiter, avec au moins un accident explosif recensé.
En 1374, lors d'une visite impromptue, l'abbé de Chiaravalle della Colomba ne trouve à San Tommaso qu'un vieux prêtre et quelques jeunes. Les moines, étant sortis de l'abbaye contre les principes de la règle, sont durement rappelés à l'ordre.

### Commende et crises
À partir du XIVe siècle, l'abbaye entre en conflit avec ses protecteurs, la famille Trevisan, qui réclame un droit d'ingérence dans l'abbaye. La justice est rendue en faveur de ces derniers, qui ont désormais le droit de choisir eux-mêmes l'abbé. À partir de 1544, les responsables de l'abbaye sont tous des membres de la famille. En 1593, alors que Torcello décline, l'abbé Stefano souhaite déménager la communauté à Venise même, dans la paroisse Sainte-Marguerite (it). Toutefois ce projet n'aboutit pas. En 1669, le site originel devenant inhabitable, le transfert a lieu, cette fois à l'église de la Madonna dell'Orto,.

### Fin de l'abbaye
En 1797, les troupes napoléoniennes détruisent le monastère originel, en particulier l'abbatiale, dont seules subsistent les colonnes, transportées dans la basilique San Zanipolo.

## Architecture
À l'emplacement originel du monastère, seule subsiste après les guerres napoléoniennes la sacristie, transformée en maison d'habitation et surnommée « La Casa dei Borgognoni » ou maison des Bourguignons.